# Großer Baalsee
Der Große Baalsee ist ein Gewässer in Kuhlmühle, einem Wohnplatz des Ortsteils Dranse der Stadt Wittstock/Dosse im Landkreis Ostprignitz-Ruppin im Land Brandenburg.

## Name
Der See wird 1573 erstmals urkundlich als Grosse Balen erwähnt. Der Name kommt vom polabischen Wort *bala für 'feuchte Niederung'.

## Lage
Das Gewässer liegt nordöstlich der Stadt auf der Gemarkung von Dranse und dort nordöstlich des Dorfzentrums. Nördlich ist der Ortsteil Sewekow, der ebenfalls zu Wittstock/Dosse gehört. Zusammen mit dem Kleinen Baalsee und dem Dranser See bildet der Große Baalsee den nordwestlichen Rand des Naturparks Stechlin-Ruppiner Land.
Der überwiegende Teil des Sees liegt in bewaldetem Gebiet, lediglich im Nordwesten ist mit Kuhlmühle sowie im Südwesten mit Dranse eine Wohnbebauung vorhanden. Im Süden besteht eine Verbindung mit dem Kleinen Baalsee. Nördlich von Dranse entwässern einige Gräben in den See. Hinzu kommt ein vergleichsweise kurzer Graben in Kuhlmühle. Mit dem Schildischen Graben besteht im Norden der einzige Abfluss in den nordöstlich gelegenen Langhagensee im Land Mecklenburg-Vorpommern.